# 모래주머니

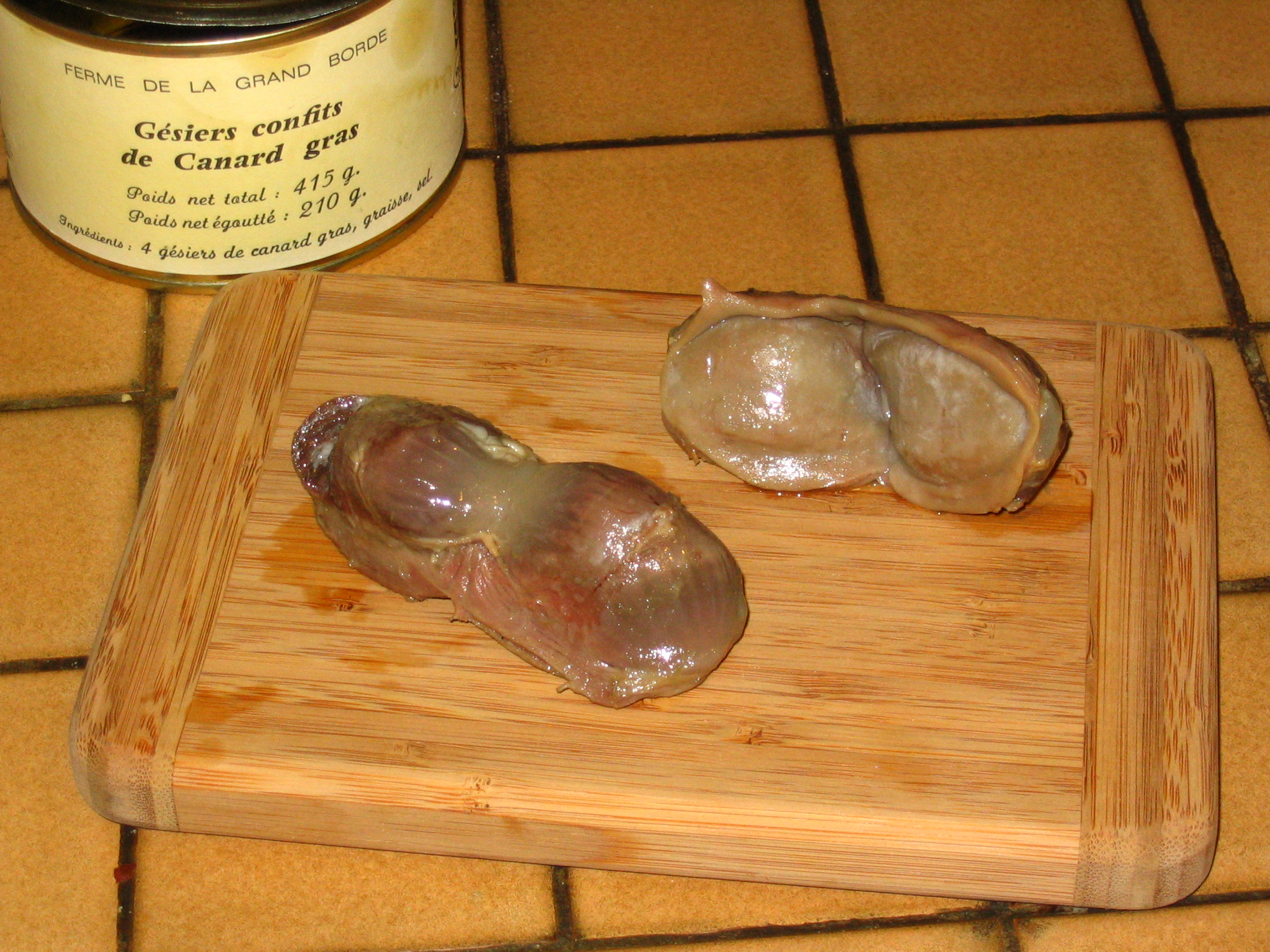
오리의 모래주머니

모래주머니는 파충류, 새들과 같은 동물 내에서 쉽게 발견되는 소화기관 중 하나이다. 파충류와 조류는 스스로 먹이를 소화시킬 수 있는 위가 허약하며, 특히 조류의 경우에는 먹이를 씹을 이빨이 없기 때문에 항상 소화 문제가 발생하게 된다. 그러므로 먹이를 씹을 이빨과 씹은 먹이를 소화시킬 위를 대신하는 것이 바로 모래주머니인데, 이것을 해부하면 모래와 돌이 있다.